# (13473) Hokema
(13473) Hokema (1953 GJ) – planetoida z pasa głównego asteroid okrążająca Słońce w ciągu 3,39 lat w średniej odległości 2,25 j.a. Odkryta 7 kwietnia 1953 roku.